# Црква Светог пророка Илије у Илијашу
43° 57′ 06″ С; 18° 15′ 56″ И / 43.95169° С; 18.26553° И
Црква Светог пророка Илије је храм Српске православне цркве који се налази у Илијашу у Босни и Херцеговини. Припада дабробосанској митрополији, архијерејском намесништву Сарајевском и седиште је Илијашке парохије. Посвећен је светом пророку Илији.
Храм је грађен од 1879. до 1881. године. После потписивања Дејтонског споразума Илијаш је припао Федерацији БиХ. Враћајући се на овај простор 1996. године муслимани су уочи Видовдана провалили у храм и делимично га запалили. Црквена општина је имала до рата 1992. године три зграде: Светосавски дом саграђен 1875. године; парохијски дом саграђен 1925. године, служио је као свештенички стан; парохијски дом (некадашња школа) саграђен 1935. године. Све три зграде су 1996. године девастиране после повратка муслимана у Илијаш.
Илијашку парохију од 1885. до 1996. године опслуживали су следећи свештеници: Прокопије Дамјановић; Трифко Максимовић, убијен 1914; Никола Скакић; Василије Зечевић –1952; Данило Марјанац 1952–1983; Јеремија Старовлах 1978–1996; Цвијан Голубовић 1983–1996.